# Schwergewicht oder Die Ehre der Nation
Schwergewicht oder Die Ehre der Nation ist eine „Burleske Operette“ in einem Akt mit Text und Musik von Ernst Krenek, dessen Op. 55. Sie zählt gemeinsam mit Kreneks Kurzopern Das geheime Königreich und Der Diktator zu einem Triptychon. Alle drei Opern wurden am 6. Mai 1928 im Rahmen der Internationalen Maifestspiele Wiesbaden im Hessischen Staatstheater Wiesbaden uraufgeführt.

## Instrumentation
Die Orchesterbesetzung der Oper enthält die folgenden Instrumente:
- Holzbläser: zwei Flöten, zwei Oboen, zwei Klarinetten, zwei Fagotte
- Blechbläser: zwei Trompeten, zwei Posaunen
- Pauken, Schlagzeug: große Trommel, kleine Trommel, Holztrommel, Rührtrommel, Kastagnetten, Tamburin, Becken, Ratsche, Flexaton, Xylophon, Glockenspiel
- Klavier
- Streicher